# 官庄街道
官庄街道，原为官庄镇，是中华人民共和国重庆市秀山土家族苗族自治县下辖的一个乡镇级行政单位。2018年撤镇设街道。。区划代码改为500241004。

## 行政区划
官庄街道下辖以下地区：
官联社区、乜敖社区、张坝村、望高村、鸳鸯村、毛坡村、塘店村、白杨坨村、新庄村、雅都村、红石村、观音村、柏香村、大杉村、地友村和红岩洞村。